# Miniera Argonaut

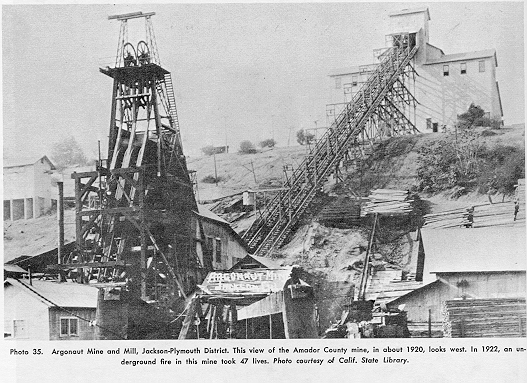
La miniera Argonaut nel 1920 ca.

La miniera Argonaut è una miniera d'oro a Jackson in California. Scoperta nel 1850, è conosciuta come il teatro del peggior disastro minerario nella storia dello stato. La miniera chiuse nel 1942 assieme alla vicina miniera Kennedy ed è stata riconosciuta come California Historical Landmark.

## Il disastro
Il 27 agosto del 1922, 47 minatori perlopiù emigrati dall'Italia (18), dalla Spagna e dalla Serbia rimasero intrappolati in un incendio sviluppatosi all'interno della miniera ad una profondità di 1420 metri. Alcuni minatori tentarono di spegnere subito le fiamme versando acqua nel pozzo.
All'alba arrivarono altri minatori ma ci vollero ben due giorni e mezzo per spegnere l'incendio e nessuno sopravvisse.